# Margot Kidder
Margaret Ruth Kidder (Yellowknife, Északnyugati területek, 1948. október 17. – Livingston, Montana, 2018. május 13.) kanadai–amerikai színésznő, modell.

## Filmjei

### Mozifilmek
- Vidáman, Vidáman (Gaily, Gaily) (1969)
- Akinek van egy unokatestvére Bronxban (Quackser Fortune Has a Cousin in the Bronx) (1970)
- Nővérek (Sisters) (1972)
- A Dion fivérek (The Gravy Train) (1974)
- Fekete karácsony (Black Christmas) (1974)
- A nagy Waldo Pepper (The Great Waldo Pepper) (1975)
- Superman (1978)
- A rettegés háza (The Amityville Horror) (1979)
- Superman II. (1980)
- Szívfájdalom (Heartaches) (1981)
- Hat év, hat nap (Some Kind of Hero) (1982)
- Esőkabát (Trenchcoat) (1983)
- Superman III. (1983)
- Superman IV. – A sötétség hatalma (Superman IV: The Quest for Peace) (1987)
- A maffia hálójában (Mob Story) (1989)
- A fehér szoba (White Room) (1990)
- Ínyencfalat (Delirious) (1991)
- Mint a szél (Windrunner) (1994)
- Babszem Jankó (Beanstalk) (1994)
- A gyötrelem világa (Tribulation) (2000)
- Bűn és bűnhődés (Crime and Punishment) (2002)
- A halott férj visszatér (The Last Sign) (2005)
- Halálos ügyletek (On the Other Hand, Death) (2008)

### Tv-filmek
- Hirtelen egyedül (Suddenly Single) (1971)
- Hajtűkanyar (Vanishing Act) (1986)
- Rejtély a hullaházban (Body of Evidence) (1988)
- Elkapni a gyilkost (To Catch a Killer) (1992)
- Ifjú Ivanhoe (Young Ivanhoe) (1995)
- A vád: Zaklatás (The Return of Alex Kelly) (1999)
- Valaki figyel (Someone Is Watching) (2000)
- Örökké látni foglak (I'll Be Seeing) (2004)
- Fosztogatók (Cool Money) (2005)
- A megtestesült gonosz (Something Evil Comes) (2009)

### Tv-sorozatok
- Nichols (1971–1972, 24 epizódban)
- Shell Game (1987, hat epizódban)
- Mesék a kriptából (Tales from the Crypt) (1992, egy epizódban)
- Gyilkos sorok (Murder, She Wrote) (1993, egy epizódban)
- Fekete Villám kalandjai (The Adventures of Black Stallion) (1993, egy epizódban)
- A bolygó kapitánya (Captain Planet and the Planeteers) (1993–1996, hang, 17 epizódban)
- Phantom 2040 (1994–1996, hang, 34 epizódban)
- Boston Common (1996–1997, hat epizódban)
- Kiéhezve (The Hunger) (1997, egy epizódban)
- Jaj, a szörnyek! (Aaahh!!! Real Monsters) (1997, két epizódban)
- Angyali érintés (Touched by an Angel) (1998, egy epizódban)
- Y-akták (PSI Factor: Chronicles of the Paranormal) (1999, egy epizódban)
- Nikita, a bérgyilkosnő (La Femme Nikita) (1999, egy epizódban)
- Amazon – Az őserdő foglyai (Amazon) (2000, két epizódban)
- Végtelen határok (The Outer Limits) (2000, egy epizódban)
- Esküdt ellenségek: Különleges ügyosztály (Law & Order: Special Victims Unit) (2001, egy epizódban)
- A bolygó neve: Föld (Earth: Final Conflict) (2001, egy epizódban)
- Testvérek (Brothers & Sisters) (2007, két epizódban)